# Cantón de Rochemaure
El cantón de Rochemaure era una división administrativa francesa, que estaba situada en el departamento de Ardecha y la región de Ródano-Alpes.

## Composición
El cantón estaba formado por siete comunas:
- Cruas
- Meysse
- Rochemaure
- Saint-Martin-sur-Lavezon
- Saint-Pierre-la-Roche
- Saint-Vincent-de-Barrès
- Sceautres

## Supresión del cantón de Rochemaure
En aplicación del Decreto nº 2014-148 de 13 de febrero de 2014, el cantón de Rochemaure fue suprimido el 22 de marzo de 2015 y sus 7 comunas pasaron a formar parte; seis del nuevo cantón de Le Pouzin y una del nuevo cantón de Le Teil.